# Ie rendszer
Az ie rendszer (家制度; magyaros átírással: ieszeido) a hagyományos japán családmodell. Az ie fogalmát nem lehet csupán az európai vonatkozásban használt 'család' szóval definiálni. A fogalom egy olyan közösséget takar, amelynek a holtak (ősök) ugyanolyan szerves részei, mint az élők, illetve amelyben a tagok szorosan együttműködnek a háztartás, a gazdaság, a politika és a vallás területén. Továbbá az ie magában foglalja a házat, a birtokot, a termőföldet, a családi vállalkozást és a helyi temető egy részét. A falvakat az ie nevezetű különálló egységekre lehet bontani, amelyek önmagukat egyként képviselik a közügyekben.
A család legfontosabb feladata az volt, hogy a ház vagyonát gyarapítsák, múltját megőrizzék és hírnevét megtartsák, majd tovább adják a következő generációnak - azaz, hogy biztosítsák az ie folytonosságát. A hagyományos családokban a házasságra úgy tekintettek, mint a házak közötti kötelékekre, így a fiatal párnak nem volt beleszólása a döntésbe, az a házfő kiváltsága volt. A családtagok egyéni érdekei nem számítottak, csak az volt a fontos, ami a közösség javára válhatott.

## Az ie tagjai

### Házfő
Az ie élén a házfő állt, ő rendelkezett a legnagyobb jogkörrel és pozícióval. A vagyont és a családi vállalkozásból befolyt bevételt ő kezelte, ő határozta meg, hogy felesége mennyit fordíthatott a mindennapi kiadások finanszírozására, illetve biztosított 'zsebpénzt' a család többi tagja számára. A közösséget ő irányította, az ie érdekeinek megfelelően döntött a fontos kérdésekben (például házasságkötés), minden esetben az ő szava volt mérvadó. Felelősséggel tartozott az ie minden eleméért, a tagjaiért, a családi birtokért, vállalkozásért, s központi szerepet játszott az ősök tiszteleti szertartásaiban.

### Férfiak
Ha a házfő meghalt vagy visszavonult, a házfői címet általában a legidősebb fiúgyermek örökölte, így az kivételes bánásmódban és tanításban részesült, hogy alkalmas legyen majd a pozíció betöltésére. Kötelessége volt, hogy szülei gondját viselje idős korukban.Testvéreinek idővel el kellett hagyniuk az iet, amelyet vagy úgy tettek meg, hogy beházasodtak egy másik iebe, adoptálták őket, vagy alapítottak egy 'mellékcsaládot'.
Az ie folytonossága érdekében nagyon fontos volt a házörökös biztosítása. Ha a kiválasztott örökös meghalt, az alábbi szempontok alapján jelölték ki utódját azok közül, akik még nem váltak ki az ieből: 1. a legfiatalabb generációnak van elsőbbsége; 2. azon belül a férfi neműnek; 3. azon belül a legidősebbnek. Előfordult, hogy nem találtak megfelelő személyt az ien belül, ez esetben az ién kívül élő rokonok is szóba jöhettek az alábbi sorrendben: 1. férfiágú leszármazottak; 2. nőágú leszármazottak; 3. az örökös fiútestvérei; 4. az örökös lánytestvérei. Ha így sem sikerült találni az örökös helyére valakit, a végső esetben az adoptáció jöhetett szóba.

### Nők
A feleség legfontosabb funkciója az volt, hogy gyerekeket – különösen fiúkat – szüljön és neveljen. Emellett elvárták tőle, hogy dolgozzon a családi vállalkozásban, felelősséggel tartozott a háztartásért, a mindennapi kiadások kezeléséért, illetve főként ő vett részt az idős nagyszülők gondozásában is, s amikor elérkezett az idő, neki kellett betanítania menyét, hogy az be tudjon illeszkedni a családba és megfelelően el tudja látni teendőit.
Az örökös házastársa rendelkezett a legalacsonyabb pozícióval, s arra kellett törekednie, hogy anyósának megfeleljen. A házfő általában csak azután regisztrálta a házasságot, ha már megbizonyosodott róla, hogy leendő menye megfelelően bánik a gyerekekkel és beleillik a családba. Amennyiben nem voltak megelégedve vele, visszaküldhették a lányt. Miután férje házfővé vált, ő vette át anyósa szerepét és kötelességeit.
Az ideális helyzet az volt, ha lánygyermek született elsőként, mivel így az tudott segíteni a házimunkában, míg testvérei felnőttek. Azonban nem volt előnyös, ha sok leánygyermek született, mivel a későbbiekben ruhákkal és zsebpénzzel kellett támogatniuk őket, miután beházasodtak új családjukba. Ha csak lány született a családban, előfordult, hogy a legidősebbnek a leendő férjét adoptálták, és őt választották ki házörökösnek.

### Holtak
Azokat a halottakat, akik életükben nem rendelkeztek magas pozícióval, azaz nem örököltek házfői címet vagy nem voltak házfő feleségek - mert például fiatalon elhunytak -, a ko csoportba sorolhatjuk, emléküket nem őrizték meg. A sedai csoportba azok tartoztak, akik életükben betöltöttek hasonló pozíciót. Ők számítottak ősöknek, a buddhista szertartásokat értük végezték.

## Az ie rendszer hatása
A Meidzsi restauráció nem csak hogy megőrizte az ie rendszert, hanem meg is erősítette azt. A patriarchális családrendszer eszméje könnyen fellelhető a kor polgári törvénykönyvében. Rögzíti, hogy az egyenes ágú rokonoknak és testvéreknek, illetve az egy háztartásban élőknek kötelessége, hogy támogassák egymást. Amennyiben nincs lehetőség arra, hogy mindenki támogatásban részesüljön, aki igényli, akkor a családfő szüleit illeti meg az elsőbbség, utánuk következnek gyermekei, felesége, anyósa és apósa, majd testvérei.
Japán veresége a II. világháborúban tulajdonképpen teljesen megváltoztatta a társadalmat valamilyen módon. A régi alkotmányt, amely a császárnak abszolút hatalmat biztosított, teljesen átírták, akárcsak a polgári törvénykönyvet. A régi családrendszert feudálisnak minősítették és az új erkölcsi mozgalom célpontjává vált. Ilyen körülmények között született meg a jelenlegi polgári törvénykönyv, amely sok kérdésre nem, köztük az idősökről való gondoskodás kérdésére sem tér ki. Az örökösödésre vonatkozó jogokat azonban módosította: az özvegyet illeti férje hagyatékának egyik fele, a másikat pedig a gyermekek között osztják ki egyenlő részben.
A törvény azonban nem magyarázza meg, hogy valójában hogyan működött az ie rendszer a modern Japánban. A japánok alapvetően nem pereskedő emberek és még mindig nem szeretik kiteregetni családi problémájukat. Az, hogy az uralkodó kormánynak bele kellett kezdenie egy erős, nemzetközileg erkölcsös kampányba és átalakítania az ie rendszert, azt jelezte, hogy hézag található a szokásjog és a törvények között. Az ie rendszer prototípusa a feudális harcos osztály patriarchális családmodellje volt, azé az uralkodó rétegé, amely a főként földművesekből álló lakosság kis hányadát képviselte csak. A legjelentősebb különbség e között a törvény és a korábbi szokásjog között az, hogy a földműves családok feje csekély hatalommal bírt a családon belül és kívül, és kevés parasztnak volt akkora vagyona, hogy érdemes lett volna örökösről beszélni. Az arisztokrácia és a földművelő réteg közötti különbségek az ie rendszer népszerűsítése után is megmaradtak, mivel a többség életkörülménye nem sokat javult a kormányváltással.
A mai idősek még abban a nevelésben részesültek, hogy kötelességük szüleik gondját viselniük. A háború előtti antidemokratikus rendszerben ez még működőképes volt, hiszen a legidősebb fiú gyermek azzal, hogy támogatta szüleit, kizárólagos öröklési jogot kapott, azonban ez a viszonzás a háború utáni Japánban eltűnt. Mire ezek az emberek elérték idős korukat, a régi polgári törvénykönyvet átírták, szembesülniük kellett azzal a ténnyel, hogy nincs meghatározva egy olyan személy, akitől támogatást várhatnának el.

## Az ie rendszer hatása napjainkra
Az ie egy kis világként működik a Japán társadalomban - az ie fő alapelve, hogy a családot az egyének elé helyezi, fellelhető a japán élet számos területén. A nagy japán vállalatok is például hasonlóan működnek: ahogy a szülők elvárják gyermekeiktől a hűséget, úgy a cég vezetői is hűséget várnak el az alkalmazottaiktól. A hagyományos sógunátus rendszere is ie rendszer egy változata - a shógun a "családfő", akit alattvalói elkötelezetten szolgáltak, akkoriban a hűség volt a legnagyobb erény.
A nyelv is azok közé területek közé tartozik, amelyre hatással volt ez a családmodell. A nyelv sokkal nagyobb szabadságot és közvetlenséget enged meg, amikor családtagokkal beszélnek, míg ha másokkal, különböző udvariassági szinteken használják azt.
Az ie még a népszerű japán televíziós műsorokban is feltűnik valamilyen formában. Számos híres rajzfilmben nagy hangsúlyt fektetnek a csoport egységének megjelenítésére. Ezeknek a csoportoknak jellemzően van egy vezetőjük, de az együttműködés és a csoport iránti hűség sokkal fontosabb, mint az egyéni érdekek. Ha a csoport egyik tagja bajba kerül, szinte soha sem egyedül oldja meg a problémát, hanem azonnal segítségért kiált, s csak azután, hogy a csoport összes tagja odaért, tudnak felülkerekedni a gonoszon.
Ugyan 1948-ban az iet hivatalosan száműzték, hagyománya tovább él, nem csak a családokban, de az egész japán társadalomban.